# Жерард Пике
Жерард Пике Бернабеу (кат. Gerard Piqué Bernabeu; Барселона, 2. фебруар 1987) бивши је шпански фудбалер који је последње наступао за Барселону, док је девет година играо за репрезентацију Шпаније, на позицији одбрамбеног играча.
Био је у вези са популарном колумбијском певачицом Шакиром од 2011. до 2022. године.

## Каријера

### Манчестер јунајтед
Пике потиче из богате и угледне каталонске породице. Његов деда Амадор Бернабеу је био потпредседник Барселоне.
Каријеру је започео у млађим погонима Барселоне. Ипак са 17 година одлучује се за Манчестер јунајтед. У Манчестеру је провео четири сезоне, са изузетком једне године где је био на позајмици у Сарагоси, у сезони 2006/07.
За Мачестер је дебитовао октобра 2004. године у мечу Лига купа против нижеразредног Крууа. Први меч у Премијер Лиги одиграо је против Вест Хем јунајтеда 29. марта 2006. године. Лета 2006. године одлази на позајмицу у Сарагосу, где је одиграо 22 меча и чинио главни одбрамбени бедем са стандардним штопером Сарагосе у то време, Габријелом Милитом. Њих двојица су иначе после чинили штоперски тандем у Барселони.
По повратку из Сарагосе у Манчестер, одиграо је девет мечева u сезони 2007/08. Те сезоне са Манчестером је освојио Премијер лигу и Лигу шампиона. Те сезоне постигао је два поготка оба у Лиги шампиона, први против Динама из Кијева, други против Роме.

### Барселона
Дана 27. маја 2008. године потписује четворогодишњи уговор са Барселоном, клубом у коме је започео своје прве играчке кораке. Доласком Ђозепа Гвардиоле за новог тренера постао је стандардан у тиму.
Сезона 2008/09. је била јако успешна за Пикеа јер је са клубом освојио три трофеја, Купа Шпаније, Примеру и Лигу шампиона где су у финалу били бољи од његовог бившег клуба Манчестер јунајтеда. Двоструким освајањем узастопце Лиге шампиона, Пике је постао трећи фудбалер који је то успео, после Марсела Десаија и Паула Соузе.
Први гол за Барселону постигао је 26. новембра 2008. године у мечу групе Ц Лиге шампиона 2008/09. против лисабонског Спортинга (победа од 5-2). Први гол у Примери постигао је у дерби мечу против Реал Мадрида 2. маја 2009. године, меч који је Барселона убедљиво добила са 6-2.
Дана 26. фебруара 2010. године Пике је са Барселоном продужио уговор на још три сезоне, тако да ће остати у каталонском клубу до лета 2015. године.

## Репрезентација
Пике је наступао за млађе селекције Шпаније. На Европском првенству за фудбалере до 19 година у Пољској 2006. године, освојио је титулу. Са селекцијом Шпаније до 20 година на Светском првенству у Канади 2007. године дошао је до четвртфинала где су избачени од Чешке после извођења једанаестераца.
За А-тим дебитовао је 11. фебруара 2009. године у пријатељском мечу против Енглеске. У квалификацијама за Светско првенство у Јужној Африци, Шпанија је била убедљива остваривши свих 10 победа у 10 утакмица. Пике је постигао три гола у квалификацијама, против Турске, Белгије и Босне и Херцеговине.
Укупно је за репрезентацију одиграо 102 утакмице и постигао 5 голова. Одиграо је и десет мечева за репрезентацију такозване Каталоније.

## Трофеји
Манчестер јунајтед
- Првенство Енглеске (1) : 2007/08.
- Суперкуп Енглеске (1) : 2007.
- Лига шампиона (1) : 2007/08.

Барселона
- Првенство Шпаније (8) : 2008/09, 2009/10, 2010/11, 2012/13, 2014/15, 2015/16, 2017/18, 2018/19.
- Куп Шпаније (7) : 2008/09, 2011/12, 2014/15, 2015/16, 2016/17, 2017/18, 2020/21.
- Суперкуп Шпаније (6) : 2009, 2010, 2011, 2013, 2016, 2018.
- Лига шампиона (3) : 2008/09, 2010/11, 2014/15.
- УЕФА суперкуп (2) : 2009, 2015.
- Светско клупско првенство (3) : 2009, 2011, 2015.